# Опостегіди
Опостегіди (Opostegidae) — порівняно невелика родина метеликів, яке налічує 87 видів.

## Опис
Опостегіди — це маленькі блискучі білі молі з розмахом крил від 8 до 15 міліметрів для європейських видів. Перший членик вусика сильно розширений і утворює повіку, яка прикриває очі в стані спокою. Антени мають дротоподібну форму і коротші за переднє крило. Гусінь мінує стебла рослин, в Європі вони вражають стебла вовконога (Lycopus), м'яти (Mentha) та щавлю (Rumex).

## Систематика
- Родина: Опостегіди
  - Підродина: Oposteginae
    - Рід: Opostega
    - Рід: Pseudopostega

  - Підродина: Opostegoidinae
    - Рід: Notiopostega
    - Рід: Eosopostega
    - Рід: Opostegoides
    - Рід: Paralopostega